# 2 Dywizja Jazdy (powstanie listopadowe)
2 Dywizja Jazdy (Dywizja Suchorzewskiego)  – związek taktyczny jazdy okresu powstania listopadowego.

## Struktura organizacyjna
W lutym 1831
- dowódca – gen. bryg. Tadeusz Suchorzewski
  - 1 Brygada Jazdy – płk Ludwik Bukowski
    - 1 pułk ułanów
    - pułk jazdy sandomierskiej

  - 2 Brygada Jazdy – płk Dezydery Chłapowski
    - 4 pułk ułanów
    - pułk jazdy lubelskiej